# Aleksandrówka (województwo śląskie)
Aleksandrówka (do 1977 roku Święta Anna) – wieś w Polsce położona w województwie śląskim, w powiecie częstochowskim, w gminie Przyrów.
W latach 1975–1998 miejscowość administracyjnie należała do województwa częstochowskiego.

## Klasztor
We wsi znajduje się zabytkowy pobernardyński zespół klasztorny, obecnie sióstr dominikanek. Barokowy kościół św. Anny powstał na początku XVIII wieku. W kaplicy klasztornej z XVII wieku, znajduje się, otoczona kultem, figura Świętej Anny.

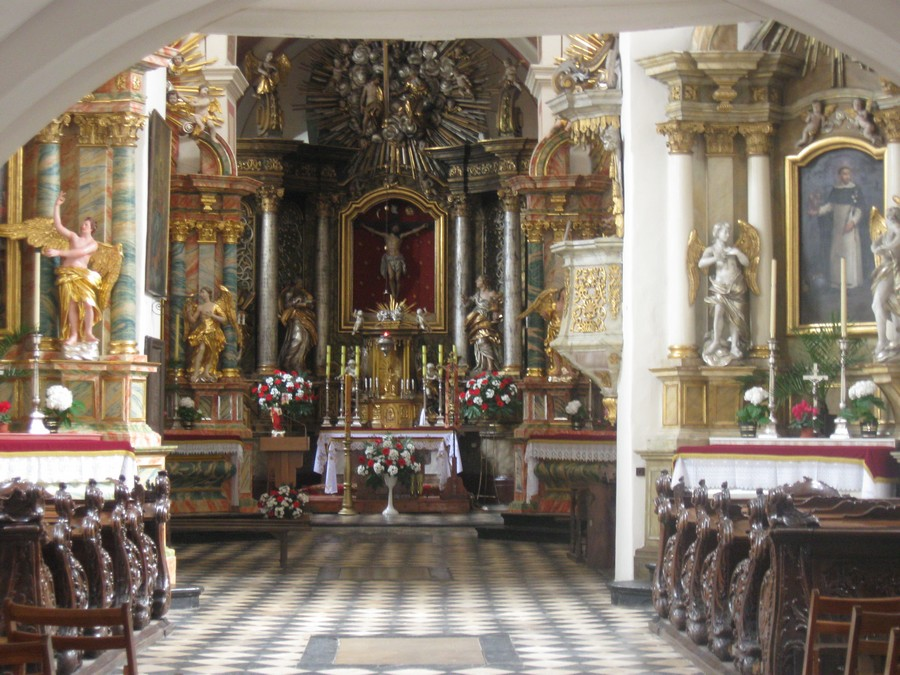
Ołtarz główny

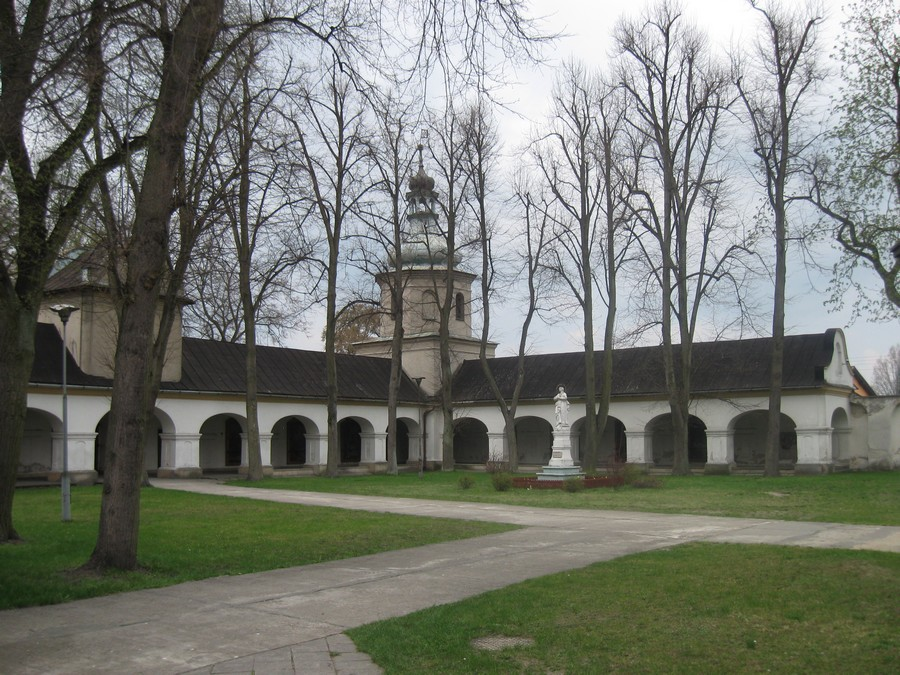
Dziedziniec klasztorny